# Burundi
Il Burundi (AFI: /buˈrundi/), ufficialmente Repubblica del Burundi, è uno Stato africano dalla superficie di 27830 km².
Confina con il Ruanda a nord, con la Repubblica Democratica del Congo a ovest e con la Tanzania a sud ed a est. Si trova nella regione geografica dei Grandi Laghi ed è uno Stato senza sbocco al mare. Politicamente appartiene all'Africa orientale e talvolta all'Africa dei Grandi Laghi. La sua capitale, dal 24 dicembre 2018, è Gitega, mentre precedentemente fu Bujumbura.
Abitato fin dai tempi più remoti, conobbe la colonizzazione prima tedesca (Deutsch-Ostafrika), poi belga ed ottenne l'indipendenza nel 1962.
Dal 1966 al 2005 il Burundi è stato una repubblica semipresidenziale, mentre dal 2005 è una Repubblica presidenziale; l'attuale capo di Stato è il presidente della repubblica Évariste Ndayishimiye.
Il Burundi è il Paese più povero del mondo in base al PIL nominale pro capite, con un reddito annuale di 625 dollari statunitensi al 2023, e uno dei Paesi con l'indice di sviluppo umano più basso del pianeta.

## Storia
Il Burundi è stato abitato fin dai tempi più remoti. Le prime testimonianze paleontologiche datano ad un milione di anni fa. Ma le prime notizie storiche, supportate da fonti di letteratura orale, narrano della nascita del Regno del Burundi a opera di Ntare Rushatsi presumibilmente attorno al 1680.
Nel 1884 i tedeschi invasero sia il Burundi che il Ruanda, entrambi annessi come protettorato all'Africa Orientale Tedesca. Durante la prima guerra mondiale i belgi invasero a loro volta i territori che vennero chiamati Ruanda-Urundi ed affidati dalla Società delle Nazioni al Belgio come mandato. L'amministrazione belga mantenne sostanzialmente gli assetti sociali e politici preesistenti, secondo i principi dell'amministrazione indiretta, ma non tenne conto della complessità della struttura tradizionale ed operò una drastica semplificazione di tipo razziale, secondo i dettami dell'epoca, avvantaggiando una parte sociale minoritaria, i batutsi, ai danni della maggioranza, i bahutu e i batwa. I conflitti etnici iniziati all'epoca, non hanno ancora trovato una soluzione definitiva.

### L'indipendenza e i colpi di Stato
Il Burundi ottenne l'indipendenza nel 1962, come monarchia costituzionale. La nuova organizzazione politica consolidò la posizione di potere dei batutsi, conservata illegalmente anche dopo le elezioni legislative del 1965, in cui i bahutu ottennero la maggioranza. La tensione fra i due gruppi etnici diede luogo a una successione di disordini e colpi di stato, che iniziarono con l'assassinio di Louis Rwagasore del 1961 e continuarono con la presa di potere del capitano tutsi del clan Hima Michel Micombero nel 1966. Micombero soppresse la monarchia e proclamò la nascita della repubblica, autodichiarandosi presidente della repubblica del Burundi.
Nel 1972, con il pretesto di un tentativo di colpo di Stato hutu, il governo si rese responsabile del genocidio più grande della storia del Burundi. Vi fu una strage selettiva di tutti i quadri hutu a tutti i livelli: amministratori, magistrati, insegnanti, militari e religiosi. Le vittime furono 400 000 e 500 000 i profughi costretti a fuggire nello Zaire e in Tanzania. Il massacro è ricordato con il nome di ikiza, la catastrofe.
Un nuovo colpo di Stato, nel 1976, portò alla presidenza Jean-Baptiste Bagaza, cugino di Micombero e confermò la struttura monopartitica, clanica e regionalista del Paese. Bagaza continuò la politica selettiva a danno degli hutu, anche se di bassa intensità, operando il cosiddetto "genocidio intellettuale": agli studenti hutu venne impedito l'accesso alle scuole superiori.
Il terzo colpo di Stato, nel 1987, portò al potere Pierre Buyoya, militare della stessa famiglia dei precedenti. Buyoya sotto pressione dell'opinione pubblica internazionale si fece carico di risolvere la crisi del Paese intraprendendo un percorso di democratizzazione. Nel 1991 si insediò nel Paese il primo governo a maggioranza hutu; nel 1992 fu stesa una nuova costituzione che prevedeva un sistema pluripartitico e nel 1993 si tennero le prime elezioni presidenziali democratiche. A vincerle fu l'hutu Melchior Ndadaye, leader del Fronte per la Democrazia in Burundi. Ndadaye fu assassinato poche settimane dopo la nomina a presidente in un ennesimo colpo di Stato, causando nuovi disordini nel Paese e una nuova strage perpetrata dall'esercito, ancora controllato dai tutsi, ai danni degli hutu.
Anche il successore di Ndadaye, Cyprien Ntaryamira, era un hutu; egli perse la vita nell'aprile del 1994, in un attentato aereo, insieme al presidente del Ruanda. Questo evento scatenò un'ondata di violenza in Ruanda, ai danni dei tutsi. A Bujumbura si vissero giorni di terrore temendo una ripresa delle violenze e nuove rappresaglie. Per contenere l'esplosione di violenza in Burundi dodici dei tredici partiti costituirono un grande governo di coalizione. Questo governo rimase al potere fino al 1995, per essere rovesciato nel 1996 da un nuovo colpo di Stato da parte di Buyoya.

### Avvenimenti recenti
Gli scontri etnici in Burundi e Ruanda, soprattutto negli anni novanta, contribuirono a isolare i due Paesi dalla comunità internazionale e anche dagli stessi Paesi confinanti, che tuttavia furono parte attiva nei tentativi di riconciliazione, a partire dagli accordi di Arusha del 1993, colloqui di pace fra hutu e tutsi tenutisi ad Arusha (Tanzania).
Nell'agosto del 2000 un accordo fra i gruppi politici del Burundi stabilì una serie di scadenze per la restaurazione della democrazia. Nel 2003 venne firmato un cessate il fuoco fra il governo guidato da Buyoya e il gruppo di ribelli hutu più numeroso, il Conseil National pour la Défense de la Démocratie-Forces pour la défense de la démocratie (CNDD-FDD). Nello stesso anno il leader del FRODEBU, Domitien Ndayizeye prese il posto di Buyoya come presidente del Paese. L'ala più estremista dei ribelli hutu, il gruppo Forces Nationales de Libération (FNL), continuò a rifiutare qualunque forma di accordo.
La risoluzione ONU 1545 del maggio 2004, visto il proseguire dei combattimenti, stabilì la costituzione della missione United Nations Operation in Burundi (UNOB) con l'invio di forze di peacekeeping per supportare i processi di democratizzazione definiti negli accordi di Arusha. Nell'agosto del 2004 il FNL massacrò 152 tutsi congolesi al campo di rifugiati di Gatumba, nella parte occidentale del Burundi. Il governo emise dei mandati di arresto nei confronti dei leader del FNL Agathon Rwasa e Pasteur Habimana, dichiarando il gruppo un'organizzazione terrorista.
Del febbraio 2005 è l'approvazione della nuova costituzione seguita da elezioni e nomina del nuovo presidente, il leader del partito CNDD-FDD Pierre Nkurunziza. Secondo quanto stabilito dagli accordi di pace la composizione delle istituzioni è stata equamente ripartita fra hutu e tutsi. Nkurunziza si è poi rivelato inadatto al ruolo, è stato coinvolto in molti scandali (poi insabbiati) ed ha avuto più di un atteggiamento dittatoriale.

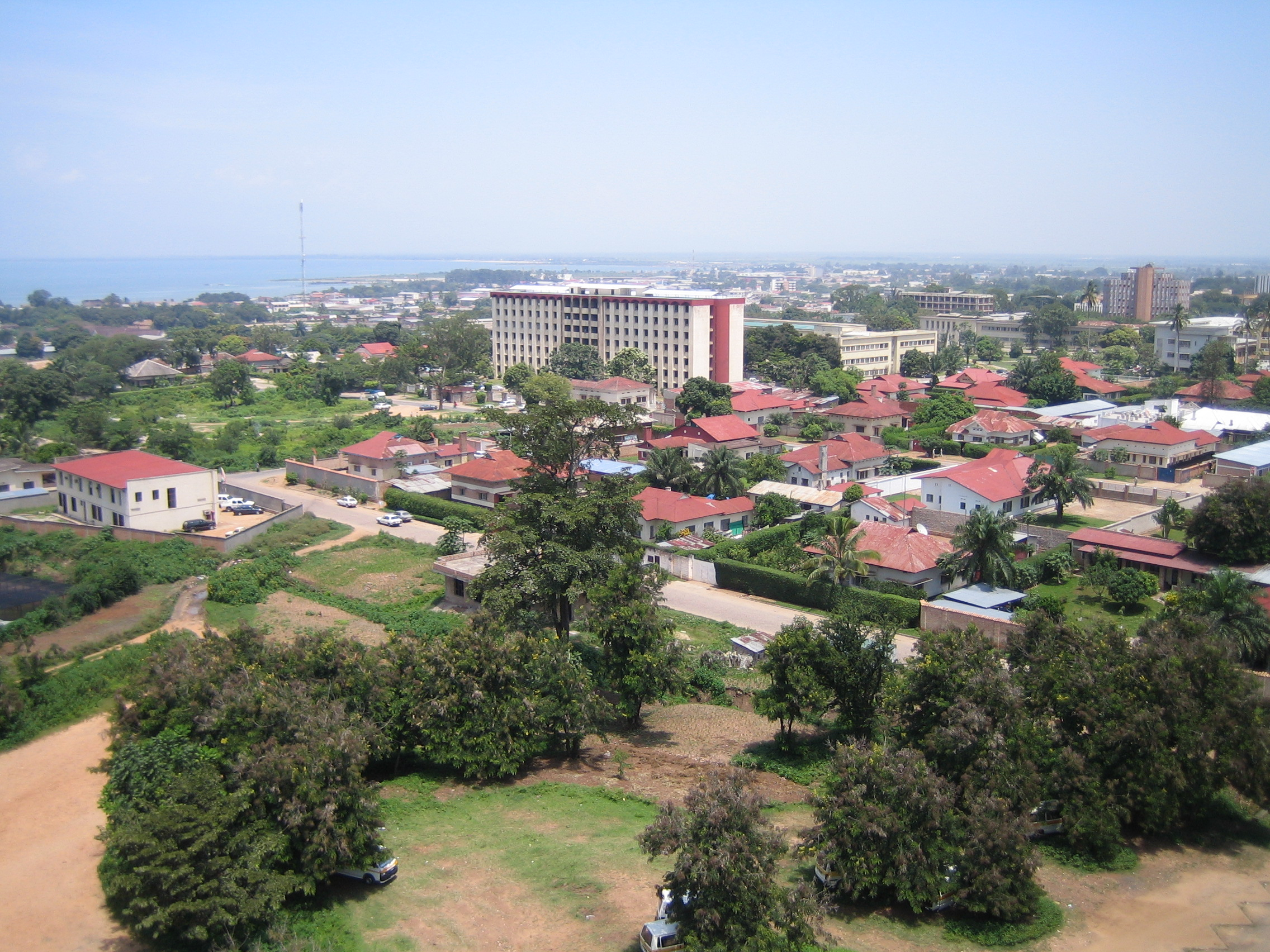
Il centro di Bujumbura nel 2006

Gruppi di ribelli del FNL sono attivi in alcune province, ma nel giugno 2006 sono state avviate trattative di pace a Dar-es-Salaam che hanno portato a un cessate il fuoco. Sono state fatte trattative riguardanti l'integrazione dei ribelli nelle forze armate del Paese. Alla fine del 2007 e all'inizio del 2008 gli scontri sono ripresi, salvo poi fermarsi definitivamente; è stata fatta l'ennesima trattativa per permettere all'FNL di diventare un partito politico, dandogli così la possibilità di partecipare alle elezioni del 2010.
In Burundi il tasso di corruzione è molto alto e le istituzioni non fanno praticamente nulla per migliorare la situazione. Oltre a questo bisogna tener presente l'alto tasso di povertà che imperversa nel Paese e che esaspera la gente. Nel 2008 il parlamento del Burundi ha approvato l'abolizione della pena di morte per tutti i reati diventando così il terzo stato ad abolire la pena di morte in quell'anno.
Il 13 maggio 2015 è stato tentato un colpo di Stato per deporre il presidente Nkurunziza, fallito due giorni dopo. Il 24 dicembre 2018 la capitale viene spostata da Bujumbura a Gitega.

## Geografia

### Morfologia
Il Burundi si trova nella regione Grandi Laghi. L'intero territorio del Paese è costituito da un altopiano, con un'altitudine media di 1700 m. Il punto più alto è il monte Heha (2685 m), situato a sud-est della capitale. A sud e a sud-est i bordi dell'altopiano scendono fino a circa 1300 m. L'unica area situata a meno di 1000 m di altitudine è una striscia di terra attorno al fiume Ruzizi (a nord del lago Tanganica), che forma la faglia albertina, propaggine occidentale della Grande Rift Valley.

### Idrografia
L'idrografia del Paese è caratterizzata dalla sua appartenenza a due grandi bacini, quello del Congo e quello del Nilo. La parte centrosettentrionale dell'altopiano fa parte del bacino del Nilo tramite il fiume Ruvubu (chiamato talvolta Ruvuvu) che delimita per un tratto il confine fra Burundi e Tanzania per confluire poi nel fiume Kagera che a sua volta, dopo oltre 600 km di percorso, si immette nel lago Vittoria. Il Ruvubu, e in particolare il suo affluente principale, il Ruvironza, è considerato una delle sorgenti del Nilo.
Il resto del Paese riversa le sue acque nel lago Tanganica che alimenta, tramite il suo emissario Lgukua, il fiume Lualaba, tratto iniziale del Congo. A sud il confine con la Tanzania è delimitato dal fiume Malagarasi, mentre a nord un tratto di confine con il Ruanda è costituito dal fiume Kanyaru, più a est, sempre al confine con il Ruanda si trovano i laghi di Cohoha e Rweru.
Il lago Tanganica, fra i più grandi laghi africani, segna il confine fra il Burundi e la Repubblica Democratica del Congo. La porzione di costa del Burundi è lunga circa 120 km e caratterizzata da sponde scoscese, il lago raggiunge profondità elevate già a pochi metri di distanza dalla riva. Solo nella parte settentrionale vi sono alcuni tratti sabbiosi derivanti da depositi alluvionali.

### Clima
Il clima del Burundi è di tipo tropicale mitigato però sia dall'altitudine sia dall'influenza del lago Tanganica. Le precipitazioni sono più abbondanti (oltre 1400 mm/anno) sull'altopiano orientale mentre nei pressi del lago e nella valle del Ruzizi diminuiscono e si ha una stagione più secca da ottobre a marzo.
Dati relativi alla città di Bujumbura:
| Mese                   | Gen  | Feb  | Mar  | Apr  | Mag  | Giu  | Lug  | Ago  | Set  | Ott  | Nov  | Dic  | Anno |
| ---------------------- | ---- | ---- | ---- | ---- | ---- | ---- | ---- | ---- | ---- | ---- | ---- | ---- | ---- |
| Temperatura media (°C) | 23,1 | 23,0 | 22,8 | 23,1 | 23,1 | 22,9 | 22,6 | 23,3 | 23,7 | 23,6 | 23,1 | 22,9 | 23,1 |
| Piogge (mm)            | 90   | 110  | 113  | 125  | 70   | 11   | 7    | 10   | 37   | 62   | 106  | 116  | 857  |

Fonte: 
| Stazioni     | Precipitazione media annua (mm) | Numero di giorni piovosi medi annui (giorni) | Temperatura media annua (°C) |
| Bujumbura    | 830,1                           | 139,7                                        | 24,0                         |
| Cankuzo      | 1 215,1                         | 139,8                                        | 19,8                         |
| Gitega       | 1 208,1                         | 178,0                                        | 19,5                         |
| Gisozi       | 1 473,9                         | 178,3                                        | 16,6                         |
| Imbo         | 794,5                           | 140,4                                        | 24,1                         |
| Karuzi       | 1 158,8                         | 136,3                                        | 19,6                         |
| Kirundo      | 1 071,1                         | 123,1                                        | 20,7                         |
| Kinyinya     | 1 190,2                         | 126,3                                        | 21,9                         |
| Makamba      | 1 269,9                         | 134,5                                        |                              |
| Mparambo     | 925,6                           | 141,8                                        | 24,2                         |
| Mpota (Tora) | 1 518,8                         | 184,6                                        | 15,4                         |
| Muyaga       | 1 180,1                         | 102,2                                        |                              |
| Muyinga      | 1 099,7                         | 136,1                                        | 19,8                         |
| Muriza       | 1 156,5                         | 148,1                                        | 18,6                         |
| Musasa       | 1 160,0                         | 158,3                                        | 21,6                         |
| Nyamuswaga   | 1 361,9                         | 159,9                                        | 18,9                         |
| Nyanza Lac   | 1 271,2                         | 120,0                                        | 23,4                         |
| Ruvyironza   | 1 317,4                         | 166,2                                        | 17,1                         |
| Rwegura      | 1 678,2                         | 190,2                                        | 14,9                         |
| Teza         | 1 618,8                         | 190,9                                        | 16,0                         |

## Società

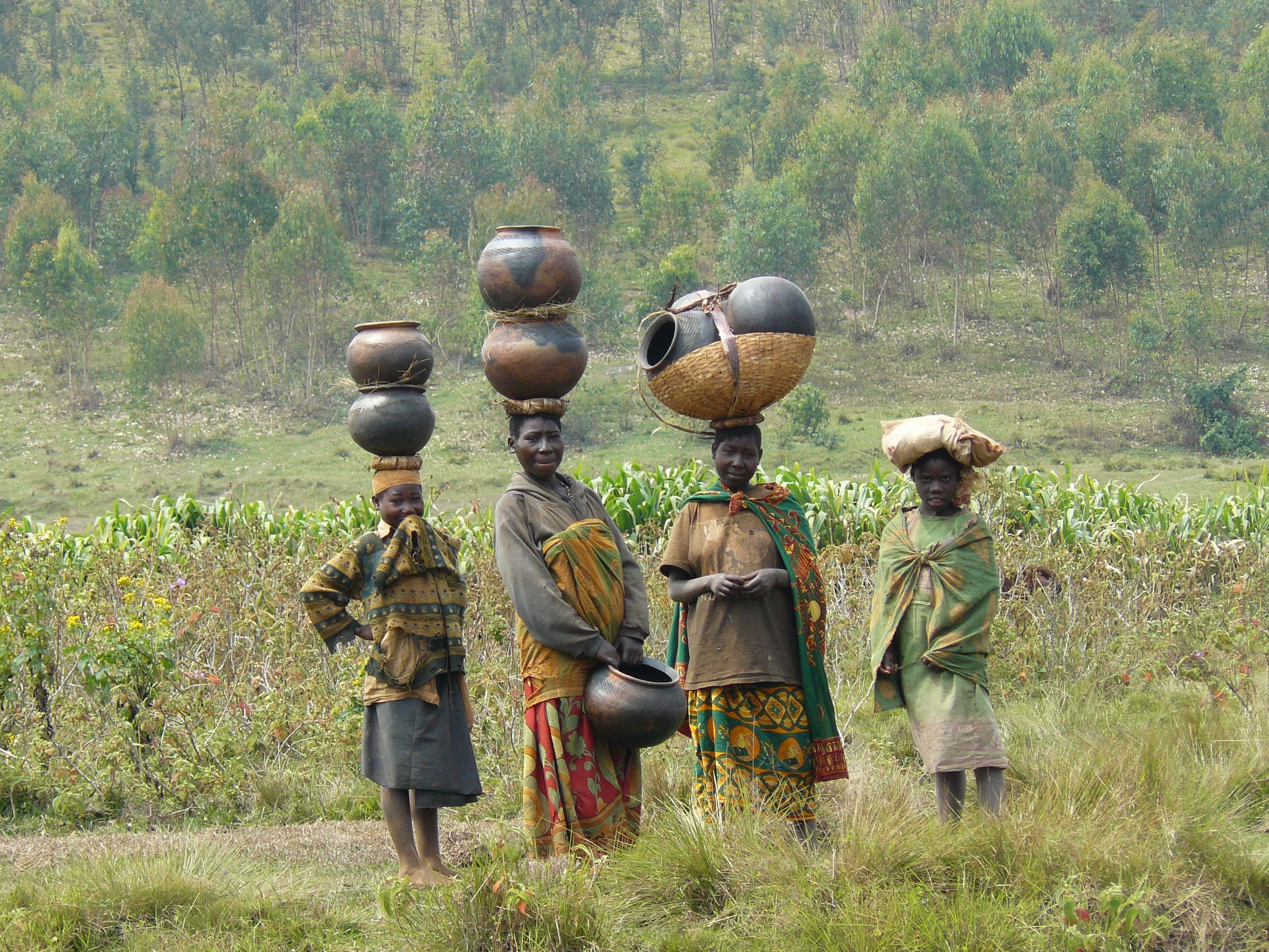
Ragazze di etnia twa trasportano vasi tradizionali sul capo.

La popolazione del Burundi, nonostante quanto comunemente ritenuto, non è suddivisa per etnie o per tribù. La differenziazione fra le etnie è in realtà molto labile, condividono infatti la stessa lingua, la stessa religione e hanno usi simili. La popolazione è costituita per l'85% da hutu che rappresentano perlopiù la componente di popolazione dedita all'agricoltura, da un 14% di tutsi perlopiù dediti alla pastorizia e da un rimanente 1% di twa, un'etnia pigmea.
L'elevata densità della popolazione è in parte spiegata dalla posizione del Paese, lontano dal mare e dalle tradizionali rotte della tratta degli schiavi che ha spopolato altre zone del continente. Le particolari condizioni climatiche date dall'altitudine, oltre a liberare il Paese dal morbo della tripanosomiasi permettono anche doppi cicli di coltura e una buona integrazione fra l'attività agricola e quella della pastorizia.
La pressione demografica, accresciuta dall'elevato numero di profughi rientrati dopo la fine dei conflitti etnici, provoca però un eccessivo sfruttamento dei terreni, nell'indice dei Paesi con problemi di denutrizione il Burundi è in penultima posizione.

### Demografia

Popolazione del Burundi, Dati della FAO - anno 2005 (in migliaia)

Il Burundi ha una popolazione stimata di 10 395 931 abitanti circa per una densità di popolazione pari a 373,5 abitanti per km².
La popolazione ha avuto un'enorme crescita fin dal dopoguerra, come ogni Paese in via di sviluppo, perché se nei primi anni sessanta presentava circa tre milioni di abitanti, già nei primi anni novanta ne aveva sei milioni, fino a giungere alla già citata cifra.
Il tasso di popolazione urbana è il più basso del mondo (10%).
Struttura per età
- 0-14 anni: 44,3% (maschi 1 884 825/femmine 1 863 200)
- 15-64 anni: 51,1% (maschi 2 051 451/femmine 2 082 017)
- oltre i 65 anni: 5,6% (maschi 83 432/femmine 125 143)

Età media
- totale: 16,6 anni
- maschi: 16,4 anni
- femmine: 16,9 anni

Tasso di crescita della popolazione
- 3,7%

Natalità
- 42,22 nati/1 000 abitanti

Mortalità
- 13,46 morti/1 000 abitanti

Tasso di migrazione netta
- 8,22 immigranti/1 000 abitanti

Mortalità infantile
- totale: 63,13 morti/1 000 nati vivi
- maschi: 70,26 morti/1 000 nati vivi
- femmine: 55,79 morti/1 000 nati vivi

Aspettativa di vita
- totale: 50,81 anni
- maschi: 50,07 anni
- femmine: 51,58 anni

Tasso di fertilità
- 6,55 nati/donna

### Etnie
- 85% hutu (bantu)
- 14% tutsi (definiti camiti con una terminologia oggi contestata)
- 1% twa (pigmei)
- <1% (3 000) europei
- <1% (2 000) asiatici

### Religioni
La maggioranza della popolazione burundese è cristiana (89,0%), di cui 86,4% cattolici e 2,6% protestanti. Il resto della popolazione è musulmana (1,0%), di altre religioni o irreligiosa.

### Lingue
Le lingue ufficiali del Paese sono il kirundi, il francese e l'inglese.
Il kirundi è una lingua bantu, molto simile al kinyarwanda ed è parlata da tutti i burundesi, a prescindere dalla loro appartenenza sociale. Viene inoltre parlata nel Bugufi, oggi regione della Tanzania. A Bujumbura si parla anche lo swahili come lingua commerciale.

## Ordinamento dello Stato

### Suddivisione amministrativa
Il Burundi è suddiviso in 18 province a loro volta divise in 117 comuni, a loro volta suddivisi in 2 639 ulteriori entità amministrative, dette colline (imisozi).

### Città
Contrariamente a quanto avviene in gran parte dell'Africa subsahariana, dove il modello di insediamento prevalente è quello del villaggio, gran parte della popolazione rurale del Burundi risiede in piccoli insediamenti dispersi costituiti da pochi nuclei famigliari chiamati rugo. Solo una percentuale minima della popolazione risiede in nuclei urbani. La città più popolosa è Bujumbura, altri centri urbani sono Muyinga, Ruyigi e la capitale Gitega situata nell'altopiano.

### Istituzioni

#### Repubblica e governo
Il Burundi è una repubblica presidenziale. Il capo dello Stato, nonché capo del governo e comandante in capo delle forze armate, è assistito da due vice presidenti e dal Primo ministro, solitamente di diversa etnia e di fazioni diverse. Il mandato presidenziale è settennale dal 2020 (prima quinquennale) e rinnovabile una sola volta.
Le elezioni presidenziali del 2020 hanno visto l’elezione di Évariste Ndayishimiye.

#### Parlamento
Il Parlamento è composto da due camere:
- l'Assemblea nazionale composta da cento parlamentari eletti a suffragio diretto ai quali si aggiungono alcuni membri cooptati, l'attuale numero di parlamentari è di 111;
- il Senato, composto da un numero compreso fra i 37 e i 54 senatori. Può essere eletto senatore ogni cittadino burundese che abbia compiuto i 35 anni di età al momento dell'elezione e goda di tutti i diritti civili e politici; una apposita commissione verifica le candidature secondo la legge elettorale, che esclude i cittadini condannati per delitti comuni che non abbiano finito di scontare da un tempo prestabilito le pene irrogate loro[12]

### Ordinamento scolastico
Secondo le stime, nel 2003 il tasso di alfabetizzazione della popolazione era pari al 51%, la frequenza della scuola primaria, che è gratuita dal 2005, nel 2006 è tornata a livelli precedenti alla guerra civile e coinvolge il 51% della popolazione compresa nella fascia di età dell'istruzione primaria (7-12 anni), percentuale molto distante dal 100% considerato come obiettivo dall'ONU nei Millennium Development Goals. La frequenza dell'istruzione secondaria è inferiore di circa 10 punti percentuali rispetto a quella media dell'Africa subsahariana.

### Università
In ambito universitario l'Università del Burundi è stata fondata nel 1960.

## Politica
La nuova costituzione, ratificata con referendum popolare, è entrata in vigore il 28 febbraio 2005.

## Economia

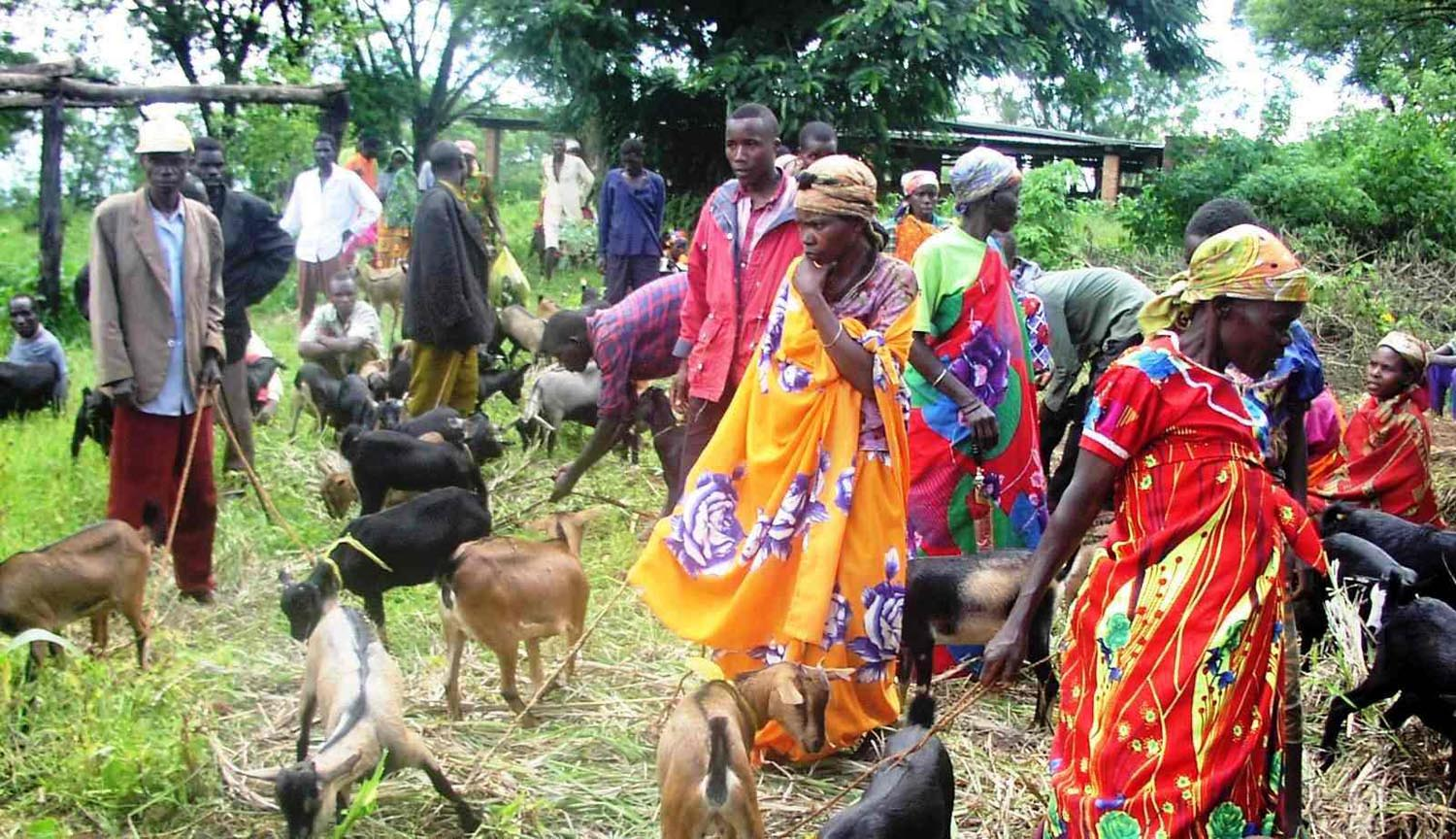
L'allevamento è un'importante risorsa per la popolazione rurale

L'attività agricola, cui si dedica la maggior parte della popolazione, è rivolta sia alle produzioni per l'autoconsumo (arachidi, patate, riso) sia a quelle commerciali e di piantagione (agrumi, banane, caffè, cotone, canna da zucchero, palma da olio, tè e tabacco). L'allevamento di bovini, caprini, ovini e dromedari è diffuso in tutto il territorio, ma la siccità colpisce spesso le regioni settentrionali provocando frequenti morie di bestiame. La pesca è praticata sulle coste del lago Tanganica. Una potenziale risorsa di queste regioni è rappresentata dal turismo che ha come meta le savane.
Circa l'80% della popolazione vive con meno di 1,25 dollari statunitensi al giorno.

## Ambiente
Il Burundi, in passato, era una regione ricca di fauna selvatica, si racconta che nella pianura dove ora si erge la precedente capitale Bujumbura, si potessero vedere mandrie di bufali, giraffe, zebre, ippopotami e grossi gruppi di leoni e scimmie; dopo le guerre quasi tutti gli animali furono sterminati, a causa della fame ma soprattutto a causa degli incendi che vennero appiccati per stanare i ribelli che si nascondevano nelle foreste.
Al momento esiste qualche progetto per istituire riserve e parchi naturali con il fine di proteggere l'inestimabile patrimonio faunistico-ambientale ma le cose vanno a rilento, gli animali sono pochi e sarà basilare il reinserimento di molti animali, ora estinti, dall'estero.
Al momento in Burundi si trovano molti ippopotami, coccodrilli, rettili e vari tipi di uccelli, è ancora possibile vedere qualche bufalo e gruppi di scimmie nel nord del Paese.

## Cultura

### Produzione letteraria
Scrittore, ma anche rapper francese, ma di origine burundiana è Gaël Faye, vincitore nel 2016 del Prix Goncourt des lycéens con il romanzo Piccolo Paese.

### Musica
In ambito musicale per quanto concerne la musica pop e World music si è distinta Khadja Nin.

## Sport

### Giochi olimpici
Per quanto riguarda lo sport il Burundi ha raggiunto notevoli risultati nell'atletica leggera e si riconosce principalmente nella figura di Vénuste Niyongabo, atleta specializzato nei 1500 metri piani e nei 5000 metri piani, oro olimpico ad Atlanta nel 1996; ancora oggi il suo è l'unico oro conquistato dal Burundi alle Olimpiadi e prima medaglia olimpica del Burundi.

### Altri sport
Ha anche una nazionale di calcio e di pallavolo, che però non hanno ancora raggiunto risultati importanti.

## Ricorrenza nazionale
1º luglio: Fête de l'Indépendance (in lingua locale: Ukwĭkūkira kw'Úburŭndi): Giorno dell'indipendenza dal Belgio, nel 1962.

## Filatelia
Visti gli accadimenti politici nel Paese, che si sono verificati dagli anni '80 in poi, è uno dei Paesi africani più interessanti sotto il lato filatelico, dato che vanta alcune serie di francobolli praticamente introvabili, o comunque che non sono stati distribuiti tramite il regolare mercato commerciale. Alcuni esemplari sono apparsi solo per caso di recente su corrispondenze tra privati cittadini. I soggetti sono prevalentemente tematici, ma anche raffigurano i vari leader politici e usanze tipiche del Paese.